# Cổ đại Hy-La

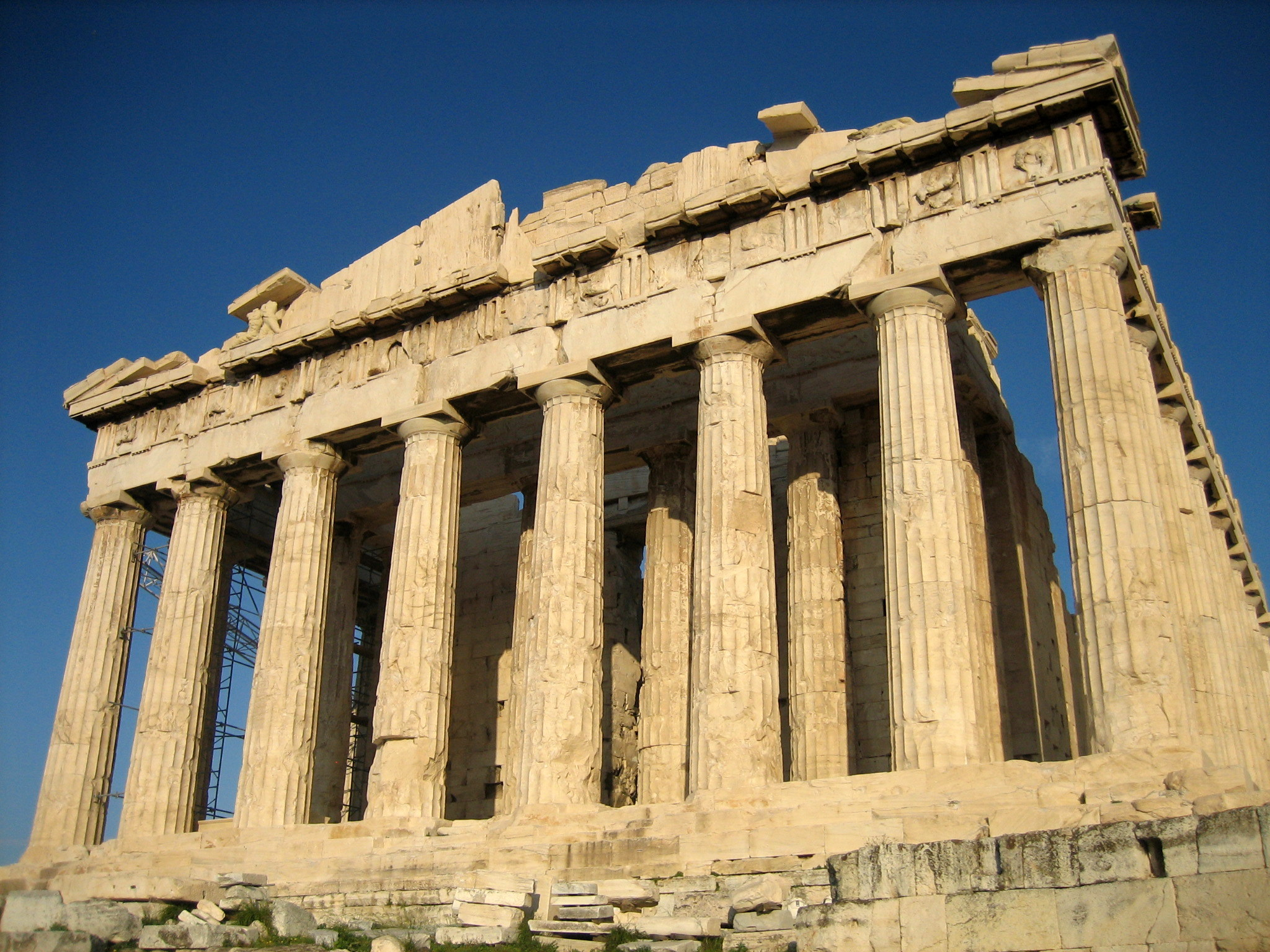
Đền Parthenon là một trong những biểu trưng mẫu mực nhất của kỷ nguyên cổ điển

Cổ đại Hy-La cũng được gọi là Cổ đại cổ điển, kỷ nguyên cổ điển hay thời đại cổ điển là một thuật ngữ rộng để chỉ một giai đoạn dài của lịch sử văn hóa Âu châu với trọng tâm là Địa Trung Hải, bao gồm hai nền văn minh đan chồng lên nhau là Hy Lạp cổ đại và La Mã cổ đại. Vì vậy thời kỳ cũng được biết đến với tên chung là thế giới Hy-La (Hy Lạp-La Mã). Kỷ nguyên này, dưới những tiến bộ của xã hội Hy Lạp và La Mã, hai nền văn minh này đã ảnh hưởng rộng lớn từ châu Âu, đến Bắc Phi và sang tận vùng Trung Đông.

## Định nghĩa thời gian
Cổ đại Hy-La được đánh dấu với bài thơ tiếng Hy Lạp sớm nhất của thi sĩ Homer (thế kỷ 8 - 7 trước công nguyên), kéo dài cho đến khi Đế quốc La Mã suy tàn (thế kỷ 5 CN). Thời kỳ này kết thúc khi nền văn hóa cổ điển tan rã ở giai đoạn cuối của thời Hậu Cổ đại (năm 300-600 CN), chuyển tiếp sang Tiền kỳ Trung cổ (năm 600-1000 CN).
Với một lịch sử đa dạng và lãnh thổ rộng lớn, thời kỳ này bao trùm nhiều nền văn hóa và giai đoạn khác nhau. Thuật từ "cổ đại cổ điển" thường được dùng để nói đến một hình dung được lý tưởng hóa của con người thời sau về cái mà theo lời của Edgar Allan Poe là "niềm tự hào Hy Lạp, và sự huy hoàng La Mã!"

## Ảnh hưởng
Cổ đại Hy-la có ảnh hưởng rất lớn đối ở Âu châu, biến đổi và bồi đắp ngôn ngữ, chính trị, pháp luật, giáo dục, triết học, khoa học, nghệ thuật, và kiến trúc một cách sâu sắc. Hai nền văn minh cổ điển Hy Lạp và La Mã là nguồn gốc của các ngành học thuật mẫu mực, tiếp lửa cho thời Phục hưng ở Tây Âu, và là khuôn mẫu được hồi sinh phong phú theo trường phái Tân cổ điển của thế kỷ 18-19. Văn minh Âu châu nói chung, ngay cả thời kỳ hiện đại, đều lưu giữ ít nhiều dấu ấn của Cổ đại Hy-La.